# Paul Harzer
Paul Hermann Harzer, född 1 augusti 1857 i Großenhain, Sachsen, död 21 februari 1932 i Kiel, var en tysk astronom.
Harzer studerade astronomi och matematik i Leipzig, Berlin, Rom och Stockholm (under Hugo Gyldén), blev 1882 observator vid observatoriet i Leipzig, 1885 astronom vid Pulkovo-observatoriet, 1887 direktor för observatoriet i Gotha samt 1897 professor vid universitetet i Kiel och direktor för därvarande observatorium. Hans arbeten rör sig huvudsakligen inom den teoretiska astronomin och celesta mekaniken.